# Cytospora sambuci
Cytospora sambuci är en svampart som beskrevs av Died. 1906. Cytospora sambuci ingår i släktet Cytospora och familjen Valsaceae.   Inga underarter finns listade i Catalogue of Life.